# Raffaele Illiano
Raffaele Illiano (Nàpols, 11 de febrer de 1977) és un ciclista italià, que fou professional entre el 2002 i el 2010. En el seu palmarès destaca una victòria d'etapa a la Tirrena-Adriàtica del 2008 i la Classificació de l'intergiro al Giro d'Itàlia de 2004. L'agost del 2004 se li va detectar un hematòcrit superior al 50% durant la disputa del Giro del Vèneto, per la qual cosa fou sancionat durant 15 dies sense poder competir.

## Palmarès
- 2003
  - 1r al Giro del llac Maggiore
  - Vencedor de 2 etapes a la Tour del Senegal
- 2004
  - 1r a la Bratislava-Bradlo
  - Vencedor de 3 etapes a la Tour del Senegal
  -  Vencedor de la Classificació de l'intergiro al Giro d'Itàlia
- 2008
  - Vencedor d'una etapa a la Tirrena-Adriàtica

### Resultats al Giro d'Itàlia
- 2003. 66è de la classificació general
- 2004. 35è de la classificació general.  Vencedor de la Classificació de l'intergiro
- 2005. 86è de la classificació general
- 2006. 61è de la classificació general
- 2008. 103è de la classificació general